# 涿鹿之戰
涿鹿之战是相傳中國遠古時代的一次戰爭。主要文獻認為這是由黃帝與蚩尤發生的戰爭，由黃帝獲勝；另有文獻認為在黃帝與蚩尤發生戰爭之前，赤帝與蚩尤間曾發生戰爭，結果赤帝不敵蚩尤。

## 蚩尤與赤帝之戰
《逸周書》記載，赤帝曾任命蚩尤統治少昊之地。隨著蚩尤勢力變大，與赤帝在涿鹿發生戰爭。赤帝不敵，求助於黃帝。黃帝擊敗蚩尤，讓天下恢復和平。黃帝重新任命少昊為鳥師，統理五帝之官

## 黃帝與蚩尤之戰
大約五千年前中國父系氏族社會時期，興起於今冀魯豫交界地區的蚩尤九黎族，屬東夷集團，他們的勢力不斷由東方向西發展。九黎族原居於南方，後北上中原，與以黃帝為首的部落（華夏集團）發生了衝突，這兩股大勢力為爭奪適於牧獵和淺耕的地帶，在今天的河南、河北、山東交界地帶相遇，於涿鹿之野（今河北省涿鹿县）展開長期爭戰。黃帝先併吞炎帝的部落（一說炎帝部落逃至南方），再擒殺蚩尤。
蚩尤率領所屬72氏族（或說81氏族）對抗。由於蚩尤的武器裝備較精良，所以在戰鬥之初，黃帝處於守勢。黃帝族率領以熊、羆、狼、豹等為圖騰的氏族，數戰不勝。
黃帝使應龍蓄水，抵擋蚩尤。蚩尤請來了風伯雨師，「天大晦冥」，雷電交作，衝破了應龍的水陣。黃帝在危急關頭，又喚來女神女魃，使天氣放晴。蚩尤和黃帝在戰場上各自鬥法。蚩尤利用濃霧，使黃帝的部隊迷路。黃帝發明了指南車辨別方向，成功衝出濃霧的封鎖。經過連續幾場戰鬥，最後黃帝終於在中冀之野（即冀州，今河北省涿州市，至今那裡還保存有蚩尤墓遺跡）擒殺了蚩尤，獲得全勝，成為中原各部落的共主。